# 帕爾邁拉鎮區 (印地安納州諾克斯縣)
帕爾邁拉鎮區（英語：Palmyra Township）是位於美國印地安納州諾克斯縣的一個行政鎮區。

## 地方資料
根據2010年美國人口普查的數據，帕爾邁拉鎮區的面積為97.10平方千米，當中陸地面積為97.10平方千米，而水域面積為0.00平方千米。當地共有人口1466人，而人口密度為每平方千米15.1人。